# Masjid Tanah
Masjid Tanah is een stad in de Maleisische deelstaat Malakka.

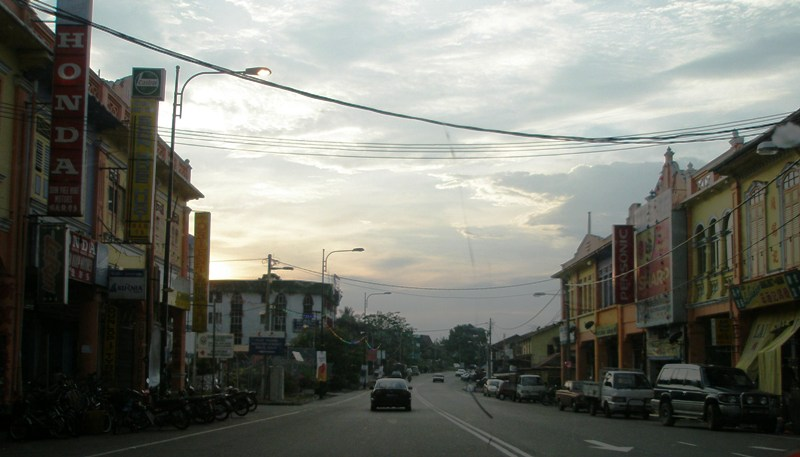

Masjid Tanah telt 1200 inwoners.